# Prlov
Prlov (in tedesco Prlow) è un comune della Repubblica Ceca facente parte del distretto di Vsetín, nella regione di Zlín.